# Eparchie baryšská
Eparchie Baryš je eparchie ruské pravoslavné církve nacházející se v Rusku.

## Území a titul biskupa
Zahrnuje správní hranice území Bazarnosyzganského, Baryšského, Inzenského, Nikolajevského, Pavlovského, Radiščevského a Starokulatkinského rajónu Uljanovské oblasti.
Eparchiálnímu biskupovi náleží titul biskup baryšský a inzenský.

## Historie
Dne 26. července 2012 bylo rozhodnutím Svatého synodu zřízena z části území simbirské eparchie nová eparchie baryšská, která se stala součástí nové metropole Simbirsk.

## Seznam biskupů
- od 2012 Filaret (Koňkov)